# Mariakapel (Grubbenvorst, Venrayseweg)

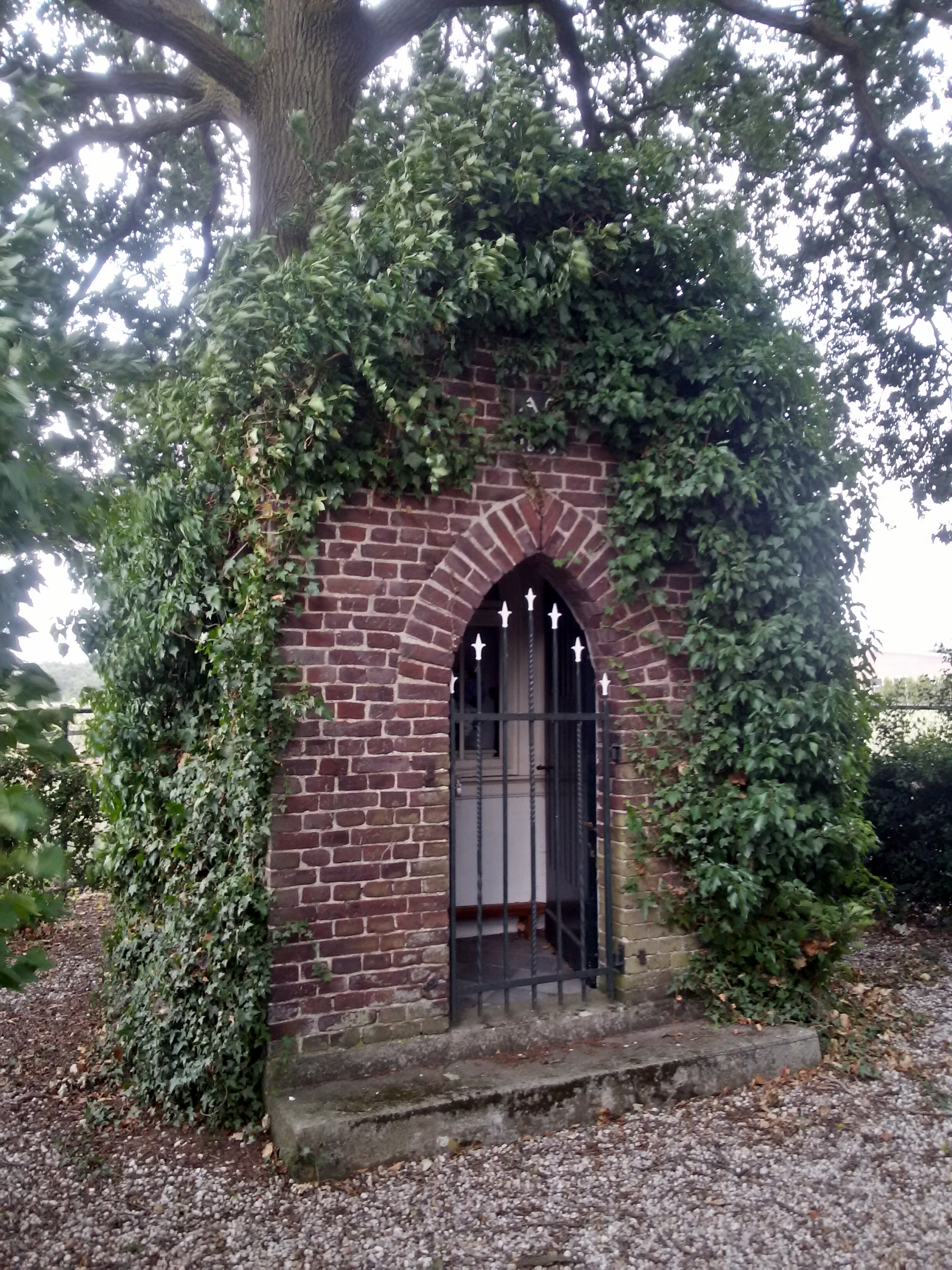
De Mariakapel

De Mariakapel is een kapel bij buurtschap Californië en Grubbenvorst in de Nederlandse gemeente Venlo. De kapel staat aan de Venrayseweg ten zuiden van de buurtschap en ten westen van het dorp.
De kapel is gewijd aan de heilige Maria.

## Geschiedenis
In 1898 werd de kapel gebouwd door Adriaan Coenen en Gertruda Peters.
Tijdens de Tweede Wereldoorlog werd de kapel door buurtbewoners gebruikt om er iedere avond het rozenhoedje te bidden.
In 1969 werd het oorspronkelijke Mariabeeld door vandalen kapot geslagen.

## Gebouw
De bakstenen kapel heeft een puntgevel als frontgevel. In de frontgevel bevindt zich de spitsboogvormige toegang van de kapel die wordt afgesloten met een spijlenhek en een houten deur met daarboven een zwarte plaquette met daarin de initialen van de bouwers: A.C.G.P. In de zijgevels zijn ronde vensters aangebracht.
In de kapel is tegen de achterwand het altaar gemetseld dat wit gestuukt is. Op het altaar achter glas een Jozefbeeld en een beeldje van Maria, die de heilige toont samen met het kindje Jezus.